# 1er janvier 2011
Le samedi 1er janvier 2011 est le 1er jour de l'année 2011.

## Décès
- Bernard Cloutier ; Ingénieur chimiste et administrateur québécois, fondateur (en 2004) de l'Association humaniste du Québec.
- Marin Constantin ; Musicien roumain, fondateur et chef du chœur Madrigal.
- Flemming Jørgensen ; Chanteur de pop et acteur danois.
- Billy Joe Patton ; Golfeur américain.
- Albert Raisner ; Musicien français (harmoniciste et compositeur), présentateur et producteur de radio et de télévision.
- Louise Reiss (en) ; Médecin américain ayant démontré, en 1961, les effets néfastes des essais nucléaires, même lointains, sur les populations.

## Événements
- Entrée de l'Estonie dans la zone euro, dont elle devient le 17e membre[1] ;
- La Hongrie prend la présidence tournante de l'Union européenne et succède à la Belgique ;
- Investiture de Dilma Rousseff en tant que présidente de la république fédérative du Brésil ;
- La France prend la présidence tournante du G8 ;
- Aux États-Unis, investiture des députés de la Chambre des représentants et des sénateurs élus le 2 novembre précédent lors des mid-terms dites élections de mi-mandat ;
- Aux États-Unis, à Pittsburgh dans l'État de Pennsylvanie, 4e édition de la Classique hivernale de la Ligue nationale de hockey.
- En France, plus de 750 millions de SMS ont été recensés durant la nuit du 31 décembre au 1er janvier, dont 400 millions pour SFR et 240 millions pour Bouygues[2].
- En Suisse, 17,5 millions de SMS en une nuit ont été envoyés durant la nuit du 31 décembre au 1er janvier[3].
- En Égypte, un attentat à la bombe devant une église copte à Alexandrie, tuant au moins 21 personnes. Une dispute entre chrétiens et musulmans a été reportée[4].
- Aux États-Unis, 6 morts et des dizaines de blessés retrouvés après le passage d'une tornade dans les États du sud. Également, des milliers d'oiseaux retrouvés morts en Arkansas après le passage de la tornade[5],[6],[7].
- La taxe de vente du Québec (TVQ) augmente de 1 % cette année[8].
- Laurent Gbagbo affirme une nouvelle fois qu'il ne quittera pas sa place dans le gouvernement en Côte d'Ivoire[9].